# 巴勒斯坦解放军
巴勒斯坦解放军（英語：Palestine Liberation Army，PLA；阿拉伯语：‎，羅馬化：Jaysh at-Taḥrīr al-Filasṭīnī），是巴勒斯坦解放组织名义上的军事分支，于1964年埃及亚历山大举行的阿拉伯联盟峰会上成立，以与以色列斗争为使命。不过，该组织从未受到过巴勒斯坦解放组织的有效控制，而是由其所在国政府（通常是叙利亚）控制。尽管最初在多个国家开展活动，但如今的巴勒斯坦解放军只在叙利亚活动，并在此地招募巴勒斯坦男性难民。